# Il primo anno (film 2018)
Il primo anno (Première année) è un film del 2018 diretto da Thomas Lilti.

## Trama
Antoine è uno studente fuori corso in medicina che si iscrive per la terza volta al primo anno di studi, cosa che anche Benjamin, studente appena diplomato al liceo, decide di fare. Il film rappresenta prima alcuni momenti della facoltà di medicina con l'occhio di un documentario: gli studenti possono frequentare liberamente le lezioni fondamentali del primo anno, ma sono poi sottoposti a un test molto selettivo. I primi classificati potranno scegliere tra i corsi di medicina, odontoiatria, farmacia e altri, che sono tutti a numero chiuso. Il corso più ambito è quello di medicina.
Antoine deve fare i conti con più di un'ora di trasporto al giorno per andare e venire dalla casa dei suoi genitori, che non lo aiutano con lo studio, ma è affascinato dall'ambiente medico. Invece, Benjamin è figlio di un medico e anche suo fratello maggiore ha scelto questa professione: vive in un appartamento a pochi minuti dalla facoltà di medicina e viene invitato dal padre ad assistere personalmente a operazioni chirurgiche. Ma non è veramente motivato a intraprendere questo percorso, e inizia a mangiare molto.
Benjamin è incuriosito da Antoine, e cerca di frequentarlo, ma lui è troppo concentrato sullo studio per avere tempo per fare amicizia. Un giorno, però, Benjamin arriva in ritardo a un corso di chimica: il professore gli ricorda davanti a tutti che con due assenze ingiustificate, dovrebbe abbandonare definitivamente la frequenza. Per evitare di segnarlo assente, il professore gli fa quindi una domanda specifica, e Benjamin risponde apparentemente in modo corretto. Privatamente, il professore gli fa notare l'errore e lo invita ad abbandonare gli studi, se non è interessato, ma quando Antoine gli chiede che cosa volesse dirgli il professore, Benjamin risponde che gli aveva consigliato un testo di approfondimento. 
Questo episodio convince Antoine che Benjamin è molto più bravo di lui e gli propone di studiare insieme. I due prendono appunti in maniera complementare e studiano in tandem, discutendo del metodo di studio da usare: Antoine cerca di capire i contenuti con il ragionamento, mentre Benjamin ha una memoria fotografica e seleziona i dettagli rilevanti per le domande a crocette. 
Al primo test selettivo di fine semestre, con circa 2500 candidati, Benjamin si classifica fra i primi 200, mentre Antoine fra i primi 300. Se inizialmente era contento per il risultato superiore alla sua media di sempre, Antoine realizza che Benjamin ha molte più possibilità di lui di entrare al secondo anno, e poco alla volta inizia a mostrare segni di squilibrio mentale. Viene quindi ricoverato in ospedale, dove i genitori cercano di convincerlo ad abbandonare la facoltà.
Tuttavia, dopo qualche tempo Antoine si ripresenta ai corsi e convince Benjamin a studiare di nuovo in tandem per recuperare il tempo perso. Quando escono i risultati, la situazione del test selettivo si ripresenta quasi identica, e Benjamin esita a presentarsi per paura di rubare il posto ad Antoine.